# 袁志鸿
袁志鸿（1955年4月20日—），男，江苏句容人，中华人民共和国道教正一派道士，中国道教协会副会长。

## 生平
1982年入道。1982年10月起，在中国道教协会“道教知识专修（首期）班”学习。1985年，江苏省茅山道教协会成立，袁志鸿被选举为副会长兼秘书长。1989年7月，借调到中国道教协会，组建中国道教协会教务处，任副主任（主持工作）。1991年，正式调到中国道教协会任教务处主任。1998年，任中国道教协会副秘书长兼教务处主任。2001年9月到2003年9月，在中央民族大学宗教学专业修完“研究生课程班”课程。2007年9月到2007年12月，在中国人民大学“爱国宗教界人士（第二期）研修班”修完课程。2008年1月，任北京东岳庙住持、东岳庙庙务民主管理委员会主任。2010年4月，任北京市道教协会副会长。2015年6月，中国道教协会九届一次理事会议选举袁志鸿为中国道教协会副会长兼权益保护委员会副主任。

## 社会兼职
他是北京市政协委员兼北京市政协民族与宗教委员会副主任，北京海外联谊会第八、九届理事，中国宗教学会理事，中国傩戏学研究会副会长，中国传记文学学会副会长，北京史记学会副会长，四川大学道教与宗教文化研究所特聘研究员，中国人民大学法学院特聘研究员。2010年3月，被四川大学老子研究院聘为教育部哲学社会科学重大课题攻关项目、国家985工程重大项目“百年道学精华集成”学术委员。

## 著作
- 《道教神仙故事》
- 《当代道教人物》
- 《凝眸云水》
- 《鸿爪雪泥》
- 《思问晓录》
- 《北京东岳庙志》（主编）
- 《道教宫观文化》（合作）[1]